# Always, Then, & Now
Always, Then, & Now è il quarto album in studio del cantautore statunitense Jay Brannan, pubblicato nel 2014.

## Tracce
1. Always, Then, & Now – 3:33
2. Blue-Haired Lady – 4:00
3. Elusive Knight – 3:28
4. Takeoff – 2:26
5. Square One – 3:32
6. Burn Into the Son – 3:52
7. No Ship – 1:26
8. After All This – 4:15
9. My Last Day on Earth – 4:04
10. My Love, My Love – 3:21
11. Uncle Auntie-Socialite – 4:23
12. Changed – 3:46